# 霍氏異脂䲁
霍氏異脂䲁（學名：Alloclinus holderi），為輻鰭魚綱䲁形目脂䲁科異脂䲁屬的一個種，種名是為了紀念美國博物學家、自然資源保護論者和作家查爾斯·弗雷德里克·霍爾德（1851-1915），分布於東太平洋從美國加利福尼亞州聖克魯斯島到墨西哥下加利福尼亞州海域，深度0至91公尺，本魚體延長，頭部鈍尖，頸背具一對小簇觸鬚，鼻孔處具一簇觸鬚，上頜延伸過眼中線，體上部灰褐色，下部淺色，頭眼後有一細長的深色斑點，眼下有一大的淡色斑點，鰓蓋骨後有一不明顯的垂直橢圓形淡色斑點，身體中部外側有一條寬闊的深紅棕色綜紋，在眼睛高度的身體上散佈著藍白色小斑點，體另有6條深色橫紋，其中最明顯的是背部輪廓，延伸到背鰭基部，並與中側條紋相交，背鰭呈紅橙色至棕色，前2-3根背鰭硬棘上有不規則的綠色、白色斑點，體長可達15公分，棲息在岩石底質海域，雌魚產附著性卵，雄魚會守護卵，幼魚為浮游性，生活習性不明。